# 케미 베이드녹
올루케미 올루푼토 아데고케 베이드녹(영어: Olukemi Olufunto Adegoke Badenoch, 1980년 11월 2일~)은 영국의 정치인이다. 2024년 11월 2일부터 보수당의 대표로 재직 중이다. 2022년부터 2024년까지 리즈 트러스 및 리시 수낵 총리 시절 내각에 있었다.

## 생애

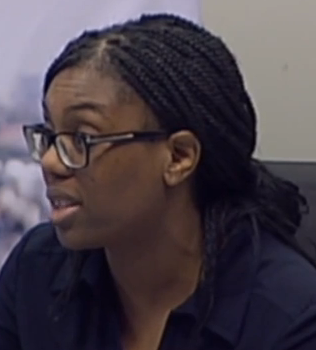
2017년 런던 의회 에너지위원회에서 연설하는 베이드녹

케미 베이드녹은 나이지리아 요루바계 부모 사이에서 태어난 세 자녀 중 한 명으로 1980년 1월 2일 런던 윔블던에서 태어났다. 아버지 페미 아데고케는 전문의였고 어머니 페이 아데고케는 생리학 교수였다. 어린 시절은 나이지리아 라고스와 미국에서 보냈으며 어머니는 미국에서 강의를 하였다. 나이지리아의 악화된 정치 및 경제 상황으로 인해 가족에 영향을 받아 16세에 영국으로 돌아와 어머니의 친구와 함께 살았다. 영국 시민이며 영국에서 태어났지만 그녀는 의회 첫 연설에서 본인을 "모든 의도와 목적에 있어서 1세대 이민자"라고 칭했다.
베이드녹은 런던 남부 모던에 있는 고등교육 기관인 피닉스 칼리지에서 A레벨을 취득했고, 맥도날드 매장에서 일하였다. 베이드녹은 당시의 자신을 '노동계급'으로 칭한다. 또 서식스 대학에서 컴퓨터 시스템 공학을 전공하여 2003년 공학 석사 학위(MEng)를 취득하였다.
초기 IT 부문에서 일했는데, 2003년부터 2006년까지 소프트웨어 엔지니어로 일하였다. 그곳에서 일하는 동안 런던 버크벡 칼리지에서 파트타임으로 법학을 공부하였고 2009년 법학 학사(LLB) 학위를 받았다. Royal Bank of Scotland Group에서 시스템 분석가로 일한 후 컨설팅 및 금융 서비스 분야에서 경력을 쌓아 2006년부터 2013년까지 프라이빗 뱅크 및 재산 관리자 Coutts에서 준임 이사로, 2015년부터 2016년까지 잡지사 스펙테이터에서 일하였다.

### 정계 입문

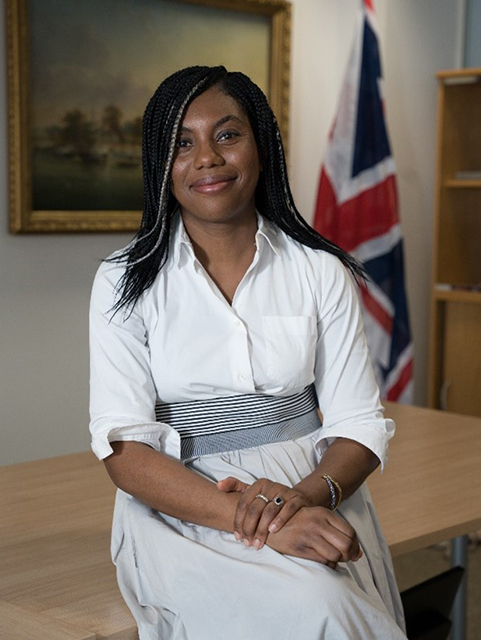
평등 및 지역 사회 평준화 담당 장관 시절

배이드녹은 2005년 25세의 나이로 보수당에 입당하였다. 2010년 총선에도 출마한 적이 있다.

### 내각 입각
2019년 7월, 베이드녹은 보리스 존슨 정부 시절 아동 및 가족 담당 국무차관으로 재직, 2020년 2월 재무부 장관 겸 국제 무역부 차관보로 임명되었다.
2021년 9월 내각 개편에서 평등 담당 국무부 장관으로 승진하고 주택, 커뮤니티 및 지방 정부 담당 국무부 장관으로 재직하였다.

### 보수당 대표 (2024년~현재)
"우리가 실수를 저질렀다는 사실에 솔직해져야 합니다. 이제 진실을 말하고, 우리의 원칙을 옹호하고, 미래를 계획하고, 우리의 정치와 생각을 재설정하고, 우리 당과 국가를 위해 새로운 출발을 할 때가 온 것입니다. 이제는 본격적으로 쇄신해야 할 시점입니다."— 보수당 대표직 수락 연설에서 (2024년 12월)

베이드녹은 전국 보수당 당원 투표에서 57%의 득표율로 당 대표 경선에서 승리하여 첫 흑인 출신 보수당 대표가 되었다.

## 정치적 입장
베이드녹은 보수당의 우익에 속한다고 묘사되며 사회적 보수주의자로 요약할 수 있다. 자신을 보수당의 자유주의 진영에 속한다고 표현하였고 "사실상 어떤 것에도 좌파적이지 않다"고 말하였다. 또 영국 철학자 로저 스크러턴과 미국 경제학자 토머스 소웰을 자신의 롤모델로 꼽았다. 탄소 중립 목표나 트랜스젠더의 권리에 회의적 입장을 보이며 논쟁을 즐기는 강한 성격으로 알려져 있는 인물이다.

### 영국의 식민지배
"대영제국 동안 끔찍한 일도 있었고 다른 좋은 일도 있었으며 우리는 이야기의 양쪽을 모두 말해야 한다"— 영국의 식민지 역사에 대해

2024년 연설에서는 "사람들이 영국의 부와 성공이 식민지주의나 제국주의, 백인 특권 등에 기인한다고 말하는 것을 들을 때 걱정된다"고 말했다. 또 "영국 헌법의 발전과 의회의 역할 공고화로 이어진 1688년 영광스러운 혁명(명예혁명)이 산업 혁명의 길을 닦은 경제적 확실성을 제공한 공로를 인정받아야 한다"고 말했다.

### 성
자신을 젠더비판적 페미니스트라고 표현하였다.
평등 담당 국무부 장관으로서 금융 행위 기관이 직장에서 트랜스 직원이 성정체성을 밝히도록 허용하는 계획에 반대하였으며 공공 건물에 성별 구분이 없는 화장실을 두는 것에 반대하였다.

### 경제
베이드녹은 정부 규제와 공공 지출의 증가가 경제 성장을 저해하고 사회를 양극화시키며 "시장에서 상품과 서비스를 제공하는 것과 관련된 일자리가 점점 더 줄어들고 대신 정부 규칙을 관리하는 것과 관련된 일자리가 늘어나는 새롭고 증가하는 관료 계층"으로 이어진다고 발언하였다.